# Andre Norton
Andre Alice Norton, nata Alice Mary Norton (Cleveland, 17 febbraio 1912 – Murfreesboro, 17 marzo 2005), è stata una scrittrice statunitense di fantasy e fantascienza, autrice inoltre di alcuni romanzi storici e contemporanei.
Ha pubblicato il suo primo racconto nel 1934 ed è stata la prima scrittrice ad aver ricevuto il Gandalf Grand Master Award dalla Società Mondiale di Fantascienza nel 1977. Nel 1983 ha inoltre vinto il Damon Knight Memorial Grand Master Award.
Ha anche scritto sotto gli pseudonimi di Andrew North e Allen Weston.

## Biografia
Alice Mary Norton nasce da Adalbert Freely Norton e Bertha Stemm. Inizia a scrivere giovanissima, alla
Collinwood High School di Cleveland, sotto la guida della professoressa Sylvia Cochrane, che aveva una rubrica letteraria sul giornalino della scuola. Per questa rubrica, scrive alcune brevi storie. Durante questo periodo, scrive il suo primo libro, Ralestone Luck, che verrà pubblicato nel 1938. Il primo romanzo ad essere pubblicato, tuttavia, è The Prince Commands, nel 1934.
Dopo aver conseguito al maturità nel 1930, Norton prosegue gli studi presso la Flora Stone Mather College della Western Reserve University.
Nel 1932 iniziò a lavorare per la Cleveland Library System dove rimase per 18 anni, nella sezione dedicata ai bambini della biblioteca Nottingham Branch a Cleveland. Nel 1934 decise di cambiarsi il nome in Andre Alice Norton, mascolinizzandolo per ragioni commerciali, dato che i lettori di fantasy allora erano prevalentemente uomini.
Dal 1940 al 1941 lavorò come bibliotecaria presso il dipartimento di catalogazione della Library of Congress americana, partecipando a un progetto di acquisizione della cittadinanza americana da parte di immigrati, progetto che terminò bruscamente con la seconda guerra mondiale.
Nel 1941 acquistò una libreria chiamata Mystery House, a Mount Rainier (Maryland). L'impresa fu un fallimento e così tornò nella biblioteca pubblica di Cleveland fino al 1950, quando iniziò a lavorare come correttrice di bozze presso la Gnome Press di Martin Greenberg, dove rimase fino al 1958, anno nel quale finalmente riuscì a diventare scrittrice a tempo pieno.
Norton fu anche membro della Swordsmen and Sorcerers' Guild of America (SAGA), un gruppo di scrittori di heroic fantasy fondato nei primi anni Sessanta da Lin Carter, e suoi testi appaiono nelle antologie create collettivamente dal gruppo: Heroic Fantasy. Il meglio della fantasia eroica moderna e Maghi e guerrieri. Altre storie di fantasia eroica.
Negli anni successivi la sua salute peggiorò e nel novembre del 1966 dovette trasferirsi in Florida; da lì nel Tennessee, a Murfreesboro. Nel febbraio 2005 fu ricoverata d'urgenza per l'aggravarsi delle sue condizioni. Morì il 17 marzo 2005 nella sua abitazione, circondata da amici e gatti, che amava molto.
L'ultimo suo romanzo, Three Hands for Scorpio, fu pubblicato nell'aprile del 2005, mentre nel 2006 fu pubblicato Return to Quag Keep, di Jean Rabe, al quale aveva collaborato.
Il 20 febbraio 2005, il gruppo Science Fiction and Fantasy Writers of America, che l'aveva insignita in passato del prestigioso Premio Grand Master nel 1983, annunciò la creazione del Premio Andre Norton, destinato ogni anno ai migliori lavori di fantasy e fantascienza per ragazzi.
Denominata la "Grande Signora della Fantascienza e della Fantasy" da biografi come J.M Cornwell e organizzazioni come Science Fiction and Fantasy Writers of America, Publishers Weekly e Time,  Andre Norton ha scritto romanzi per oltre 70 anni. Ha avuto una profonda influenza in questo genere letterario, pubblicando oltre cento libri letti da almeno quattro generazioni di autori di fantasy e fantascienza.
Fra gli autori che si sono detti influenzati dal suo stile, ci sono negli USA Greg Bear, Lois McMaster Bujold, C.J. Cherryh, Cecilia Dart-Thornton, Tanya Huff, Mercedes Lackey, Charles de Lint, Joan D. Vinge, David Weber e K. D. Wentworth.

## Opere
Per ogni testo si indica la prima edizione nell'originale inglese e l'eventuale prima traduzione in lingua italiana. Le serie di romanzi interconnessi sono elencate cronologicamente, in base alla data di pubblicazione del primo episodio di ogni ciclo.

### Lorens Van Norreys
1. The Sword is Drawn, Houghton Mifflin, 1944.
2. Sword in Sheath o Island of the Lost, Harcourt, Brace & Company, 1949.
3. At Sword's Point, Harcourt, Brace & Company, 1954.

La trilogia è stata riunita nell'omnibus The Sword Series (Unicorn-Star Press, 1984).

### Garan
Serie originariamente composta da un racconto lungo e un romanzo breve interconnessi:
1. "Il popolo del cratere" ("The People of the Crater"), Fantasy Book vol. 1 n. 1, luglio 1947. Trad. Maria Cristina Pietri nell'antologia Il senso del meraviglioso, a cura di Sandro Pergameno, Grandi Opere Nord 17, Editrice Nord, 1989.
2. Garan of Yu-Lac, serializzato in tre puntate in Spaceway settembre-ottobre 1969 e maggio-giugno 1970, terzo episodio mai pubblicato per chiusura della rivista.

I due testi brevi sono stati riuniti per la prima volta nella raccolta Garan the Eternal, Fantasy Publishing Company, Inc., 1972; Norton li ha poi revisionati e combinati assieme nel romanzo fix-up Garan l'eterno (Garan the Eternal) per la successiva edizione della raccolta in DAW Collectors 45, DAW Books, 1973. Trad. ignota, Gemini. Fantascienza 6, Edizioni M. G., 1978.

### Central Control
1. Il pianeta degli dei (Star Rangers), Harcourt, Brace & Company, 1953. Trad. Delio Zinoni, Fantascienza Junior. Stellar 2000 3, Rizzoli, 1978.
2. Riscatto cosmico (Star Guard), Harcourt, Brace & Company, 1955. Trad. Gabriele Tamburini, Cosmo Argento 11, Editrice Nord, 1971.

La dilogia è stata riunita nell'omnibus Star Soldiers (Baen Books, 2001).

### Astra/Pax
1. Addio alla Terra (The Stars are Ours), World Publishing Co., 1954. Trad. Mario Galli, Urania 175, Arnoldo Mondadori Editore, 13 Aprile 1958.
2. Star Born, World Publishing Co., 1957.

La dilogia è stata riunita nell'omnibus Star Flight (Baen Books, 2007).

### Solar Queen
1. Limbo (Sargasso of Space), Gnome Press, 1955; con lo pseudonimo di Andrew North. Trad. Antonella Pieretti, Urania 1156, Arnoldo Mondadori Editore, 30 Giugno 1991.
2. L'astronave maledetta (Plague Ship), Gnome Press, 1956; con lo pseudonimo di Andrew North[1]. Trad. Stanis La Bruna, I Romanzi del Cosmo 2, Ponzoni Editore, luglio 1957.
3. Voodoo Planet, nel volume doppio Plague Ship / Voodoo Planet, Ace Double D-345, Ace Books, 1959; con lo pseudonimo di Andrew North.
4. Postmarked the Stars, Harcourt, Brace & World, 1969.
5. Redline the Stars, Tor Books, 1993. Composto con Pauline M. Griffin.
6. Derelict for Trade, Tor Books, 1997. Composto con Sherwood Smith.
7. A Mind for Trade, Tor Books, 1997. Composto con Sherwood Smith.

### The Time Traders
1. Time Traders, World Publishing Co., 1958.
2. Galactic Derelict, World Publishing Co., 1959.
3. The Defiant Agents, World Publishing Co., 1962.
4. Key Out of Time, World Publishing Co., 1963.
5. Firehand, Tor Books, 1994. Composto con P. M. Griffin.
6. Echoes in Time, Tor Books, 1999. Composto con Sherwood Smith.
7. Atlantis Endgame, Tor Books, 2002. Composto con Sherwood Smith.

I quattro romanzi composti dalla sola Norton sono stati riunti di due in due nei due volumi omnibus Time Traders (Baen Books, 2000; volumi 1-2) e Time Traders II: The Defiant Agents & Key Out of Time (Baen Books, 2001; volumi 3-4).

### Beast Master

#### Dilogia originale
1. The Beast Master, Harcourt, Brace & Company, 1959.
2. Lord of Thunder, Harcourt, Brace & Company, 1962.

La dilogia è stata riunita nell'omnibus Beast Master's Planet (Tor Books, 2005).

#### Trilogia sequel
Collaborazione con Lyn McConchie.
1. Beast Master's Ark, Tor Books, 2002.
2. Beast Master's Circus, Tor Books, 2004.
3. Beast Master's Quest, Tor Books, 2006.

### Warlock & Forerunner

#### Saga delWarlock
1. Storm Over Warlock, World Publishing Co., 1960.
2. Ordeal in Otherwhere, World Publishing Co., 1964.
3. Forerunner Foray, The Viking Press, 1973.

La trilogia è stata riunita nell'omnibus Warlock (Baen Books, 2002).

#### Saga delForerunner
1. Forerunner, Jim Baen Presents, Tor Books, 1981.
2. Forerunner: The Second Venture, Jim Baen Presents, Tor Books, 1985.

La dilogia è stata riunita nell'omnibus The Forerunner Factor (Baen Books, 2012).

### Dipple
1. Catseye, Harcourt, Brace & World, 1961.
2. Night of Masks, Harcourt, Brace & World, 1964.

La dilogia è stata riunita nell'omnibus Masks of the Outcasts (Baen Books, 2005).

### Drew Rennie
1. Ride Proud, Rebel!, World Publishing Co., 1961.
2. Rebel Spurs, World Publishing Co., 1962.

### Janus
1. Judgement on Janus, Harcourt, Brace & World, 1963.
2. Victory on Janus, Harcourt, Brace & World, 1966.

La dilogia è stata riunita nell'omnibus Janus (Baen Books, 2002).

### Mondo delle Streghe (Witch World)
In origine Norton concepì la serie come un'esalogia di romanzi che venne pubblicata fra 1963 e 1968, ma già nel 1972 l'autrice trattò il terzo volume come punto di partenza di una saga complementare e le sviluppò ambedue in parallelo, sino ai pieni anni Ottanta; a quel punto Norton scelse di porre l'ambientazione in condivisione con altri scrittori e scrittrici, espandendolo con due ulteriori saghe di romanzi e una sequenza di antologie. L'elenco seguente divide i testi per ciclo e ordina gli episodi di ogni sequenza in base alla cronologia interna.

#### Ciclo di Estcarp

##### Dilogia di Simon Tregarth
1. Il mondo delle streghe (The Witch World), Ace Books, 1963. Trad. Graziano Ricci, I Romanzi del Cosmo 146, Ponzoni Editore, 30 Aprile 1964.
2. La rete del mondo delle streghe (Web of the Witch World), Ace Books, 1964. Trad. Roberta Rambelli nell'omnibus Ritorno a Estcarp, I Classici della Fantascienza 37, Libra Editrice, 1979.

##### Trilogia dei Figli di Tregarth
1. Tre contro il mondo delle streghe (Three Against the Witch World), Ace Books, 1965. Trad. Roberta Rambelli nell'omnibus Ritorno a Estcarp, I Classici della Fantascienza 37, Libra Editrice, 1979.
2. Il mago di Escore (Warlock of the Witch World), Ace Books, 1967. Trad. Roberta Rambelli nell'omnibus I maghi di Estcarp, I Classici della Fantascienza 40, Libra Editrice, 1979.
3. L'incantatrice (Sorceress of the Witch World), Ace Books, 1968. Trad. Roberta Rambelli nell'omnibus I maghi di Estcarp, I Classici della Fantascienza 40, Libra Editrice, 1979.

##### Sequel autoconclusivi
- Trey of Swords, Grosset & Dunlap, 1977. Raccolta di tre romanzi brevi inediti:
  - Sword of Ice
  - Sword of Lost Battles
  - Sword of Shadow
- 'Ware Hawk, Atheneum, 1983.
- The Gate of the Cat, Ace Books, 1987.
- Ciara's Song, Warner Books, 1995. Collaborazione con Lyn McConchie.
- The Duke's Ballad, Tor Books, 2005. Collaborazione con Lyn McConchie.[2]

#### Ciclo di High Hallack

##### Romanzo prequel
- Horn Crown, DAW Collectors 440, DAW Books, 1981.

##### Trilogia principale
1. L'anno dell'unicorno (Year of the Unicorn), Ace Books, 1965. Trad. Roberta Rambelli, I Classici della Fantascienza 48, Libra Editrice, 1980.
2. The Jargoon Pard, Atheneum, 1974.
3. Spell of the Witch World, DAW Collectors 1, DAW Books, 1972. Raccolta di due romanzi brevi e un racconto inediti:
  - Dragon Scale Silver.
  - "Amber out of Quayth".
  - Dream Smith.

##### Saga del Grifone (Gryphon Saga)
1. The Crystal Gryphon, Atheneum, 1972.
2. Gryphon in Glory, Atheneum, 1981.
3. Gryphon's Eyrie, Tor Books, 1984. Collaborazione con A. C. Crispin.

##### Sequel autoconclusivi
- Zarsthor's Bane, Ace Books, 1978.
- Songsmith, Tor Books, 1992. Collaborazione con A. C. Crispin. Prosecuzione sia della Saga del Grifone sia del romanzo di Estcarp 'Ware Hawk.
- Silver May Tarnish, Tor Books, 2005. Collaborazione con Lyn McConchie.[3]

#### Secrets of Witch World
1. The Key of the Keplian, Warner Books, 1995. Collaborazione con Lyn McConchie.
2. The Magestone, Warner Books, 1996. Collaborazione con Mary Schaub.
3. The Warding of the Witch World, Warner Books, 1996.

#### The Turning of Witch World
Ciclo di sei romanzi composti da più autrici, pubblicati di due in due entro volumi omnibus e interconnessi tramite cornici narrative scritte da Norton.
1. Storms of Victory, Tor Books, 1991. Comprende:
  - Port of Dead Ships. Composto da Andre Norton.
  - Seakeep. Composto da Pauline M.Griffin.
2. Flight of Vengeance, Tor Books, 1992. Comprende:
  - Exile. Composto da Mary Schaub.
  - Falcon Hope. Composto da Pauline M.Griffin.
3. On Wings of Magic, Tor Books, 1993. Comprende:
  - We, the Women. Composto da Patricia Mathews.
  - Falcon Magic. Composto da Sasha Miller.

#### Chronicles of Witch World
1. The Duke's Ballad, Tor Books, 2005. Collaborazione con Lyn McConchie.[2]
2. Silver May Tarnish, Tor Books, 2005. Collaborazione con Lyn McConchie.[3]

#### Witch World Stories
Tre volumi di racconti composti da altri autori e autrici sotto il coordinamento di Norton; ogni testo è corredato da un commento dell'autore.
- Tales of the Witch World 1, Tor Books, 1987. Comprende diciassette racconti.
- Tales of the Witch World 2, Tor Books, 1988. Comprende diciassette racconti.
- Tales of the Witch World 3, Tor Books, 1990. Comprende un romanzo breve e diciotto racconti.

#### Lore of the Witch World & Four from the Witch World
Due raccolte di testi brevi ambientati in vari luoghi e tempi dell'ambientazione.
- Lore of the Witch World, DAW Collectors 400, DAW Books, 1980. Comprende cinque racconti e due romanzi brevi composti da Norton, di cui uno inedito:
  - "Seta di ragno" ("Spider Silk"), nell'antologia Flashing Swords! 3: Warriors and Wizards, a cura di Lin Carter, Dell Publishing, 1976. Trad. Roberta Rambelli in Maghi e guerrieri. Altre storie di fantasia eroica, Enciclopedia della Fantascienza 6, Fanucci Editore, 1981.
  - Sand Sister, nell'antologia Heroic Fantasy, a cura di Gerald W. Page e Hank Reinhardt, DAW Collectors 334, DAW Books, 1979.
  - "Il sangue del falcone" ("Falcon Blood"), nell'antologia Amazons!, a cura di Jessica Amanda Salmonson, DAW Collectors 364, DAW Books, 1979. Trad. Maria Teresa Tenore in Amazzoni ed Eroine. L'heroic fantasy al femminile, Enciclopedia della Fantascienza 17, Fanucci Editore, 1987.
  - "L'eredità dalla palude di Sorn" ("Legacy from Sorn Fen"), nella raccolta Garan the Eternal, Fantasy Publishing Company, Inc., 1972. Trad. anonima in appendice al romanzo L'Immortale di Karl-Herbert Scheer, Perry Rhodan 18, M. G., 15 Febbraio 1978.
  - "Sword of Unbelief", nell'antologia Swords Against Darkness II, a cura di Andrew J. Offutt, Zebra Books, 1977.
  - I rospi di Glimmersdale (The Toads of Grimmerdale), nell'antologia Flashing Swords! 2, a cura di Lin Carter, Science Fiction Book Club, Doubleday, 1973. Trad. Roberta Rambelli in Heroic Fantasy. Il meglio della fantasia eroica moderna, Enciclopedia della Fantascienza 4, Fanucci Editore, 1979.
  - "Changeling", composto appositamente per Lore of the Witch World.
- Four from the Witch World, Tor Books, 1989. Comprende quattro romanzi brevi inediti composti da altre autrici e introdotti da Norton:
  - The Stillborn Heritage di Elizabeth H. Boyer.
  - Stormbirds di C. J. Cherryh.
  - Rampion di Meredith Ann Pierce.
  - Falcon Law di Judith Tarr.

#### Racconti singoli
Si svolgono nel Mondo delle Streghe anche i seguenti cinque racconti, mai riuniti da Norton in un volume tematico:
- "Ully il pifferaio" ("Ully the Piper"), nella raccolta High Sorcery, Ace Books, 1970. Trad. Roberta Rambelli in Le terre degli incantesimi, Saturno. Collana di fantascienza 19, Libra Editrice, 1979.
- "Mago dappoco" ("One Spell Wizard"), nella raccolta Garan the Eternal, Fantasy Publishing Company, Inc., 1972. Trad. anonima in appendice al romanzo La città morta di William Voltz, Gemini. Fantascienza 7, Solaris Editrice, 1 aprile 1978.
- "La furia del mannaro" ("Were-Wrath"), pubblicato come chapbook da Cheap Street, 1984. Trad. Fabio Feminò nell'antologia I grandi maestri della fantascienza 2, Urania 1442, Arnoldo Mondadori Editore, 30 giugno 2002.
- "The Way Wind", nell'antologia Sisters in Fantasy, a cura di Martin H. Greenberg e Susan Shwartz, New American Library, 1995.
- "Earthborne", nell'antologia Masters of Fantasy, a cura di Bill Fawcett e Brian Thomsen, Baen Books, 2004.

### Crosstime
1. Quest Crosstime, The Viking Press, 1965.
2. I corridoi del tempo (The Crossroads of Time), nel volume doppio The Crossroads of Time / Mankind on the Run, Ace Double D-164, Ace Books, 1956. Trad. Filippo Osvaldini, Galassia 110, Casa Editrice La Tribuna, 1970.

La dilogia è stata riunita nell'omnibus Crosstime (Baen Books, 2008).

### Magic
1. Steel Magic o Gray Magic, World Publishing Co., 1965.
2. Octagon Magic, World Publishing Co., 1967.
3. Fur Magic, World Publishing Co., 1968.
4. Dragon Magic, Fitzhenry & Whiteside, 1972.
5. Lavender-Green Magic, Thomas Y. Crowell, 1974.
6. Red Hart Magic, Thomas Y. Crowell, 1976.
7. Dragon Mage, Tor Books, 2008. Composto con Jean Rabe.

I sei romanzi composti dalla sola Norton sono stati riunti di tre in tre nella ristampa in due tomi omnibus The Magic Sequence (2 voll., Open Road Integrated Media, 2018).

### Moon SingeroFree TraderoMoon Magic
1. Moon of Three Rings, The Viking Press, 1966.
2. Gli esuli delle stelle (Exiles of the Stars), The Viking Press, 1971. Trad. Roberta Rambelli, Slan. Il Meglio della Fantascienza 41, Libra Editrice, 1978.
3. Flight in Yiktor, Tor Books, 1986.
4. Dare to Go A-Hunting, Tor Books, 1990.

La tetralogia è stata riunita nei due omnibus Moonsinger (Baen Books, 2006; vol. 1-2) e Moonsinger's Quest (Baen Books, 2011; vol. 3-4).

### Jern Murdoc
1. La gemma aliena (The Zero Stone), The Viking Press, 1968. Trad. Annarita Guarnieri, Cosmo Argento 146, Editrice Nord, 1984.
2. Uncharted Stars, The Viking Press, 1969.

La dilogia è stata riunita nell'omnibus Search for the Star Stones (Baen Books, 2008).

### Star Ka'at
Collaborazione con Dorothy Madler.
1. Star Ka'at, Walker & Co., 1976.
2. Star Ka'at World, Walker & Co., 1978.
3. Star Ka'at and the Plant People, Walker & Co., 1979.
4. Star Ka'at and the Winged Warriors, Walker & Co., 1981.

La tetralogia è stata riunita nell'omnibus Star Ka'ats (Ethan Ellenberg Literary Agency, 2020).

### Quag Keep
Romanzi di merchandise per il gioco di ruolo Dungeons & Dragons.
1. Il gioco degli eroi (Quag Keep), Margaret K. McElderry Books, 1978. Trad Gaetano Staffilano, Urania Fantasy 1ª serie n. 9, Arnoldo Mondadori Editore, febbraio 1989.
2. Return to Quag Keep, Tor Books, 2006. Composto con Jean Rabe.

La dilogia è stata riunita nell'omnibus Quag Keep & Return to Quag Keep (Science Fiction Book Club, 2006).

### Ithkar
Andre Norton e Robert Adams sono stati i curatori editoriali dell'universo narrativo condiviso di Ithkar, costituito da quattro antologie di testi brevi composti da vari autori e autrici:
1. Magic in Ithkar, Tor Books, 1985. Comprende tredici racconti, di cui "Swamp Dweller" è composto da Norton.
2. Magic in Ithkar 2, Tor Books, 1985. Comprende tredici racconti.
3. Magic in Ithkar 3, Tor Books, 1986. Comprende quattordici racconti.
4. Magic in Ithkar 4, Tor Books, 1987. Comprende quattordici racconti.

### Imperial Lady
Collaborazione con Susan Shwartz.
1. Imperial Lady: A Fantasy of Han China, Tor Books, 1989.
2. Empire of the Eagle, Tor Books, 1993.

### Serie del giglio
La serie consiste di un primo romanzo composto collettivamente da Andre Norton, Marion Zimmer Bradley e Julian May e di quattro sequel cronologicamente paralleli scritti individualmente da ciascuna autrice.
1. Il giglio nero (Black Trillium), Doubleday, 1990; composto con Marion Zimmer Bradley e Julian May. Trad. Edo Belfanti e Stefano Mosetti, La Gaja Scienza 313, Longanesi & C., 1990.
2. Il giglio insanguinato (Blood Trillium), Bantam Spectra, 1992; composto da May. Trad. Maria Cristina Pietri, La Gaja Scienza 608, Longanesi & C., 2000.
3. Il giglio dorato (Golden Trillium), Bantam Spectra, 1993; composto da Norton. Trad. Maria Cristina Pietri e Alessandro Zabini, La Gaja Scienza 673, Longanesi & C., 2002.
4. La dama del giglio (Lady of the Trillium), Bantam Spectra, 1995; composto da Zimmer Bradley. Trad. Maddalena Togliani, La Gaja Scienza 555, Longanesi & C., 1998.
5. Il giglio celeste (Sky Trillium), HarperCollins, 1995; composto da May. Trad. Elisa Villa, La Gaja Scienza 694, Longanesi & C., 2003.

### Halfblood Chronicles
Collaborazione con Mercedes Lackey.
1. The Elvenbane, Tor Books, 1991.
2. Elvenblood, Tor Books, 1995.
3. Elvenborn, Tor Books, 2002.

### Mark of the Cat
1. The Mark of the Cat, Legend, 1992.
2. Year of the Rat, Legend, 2002.

La dilogia è stata riunita nell'omnibus Mark of the Cat / Year of the Rat (Meisha Merlin, 2002).

### Five Senses
1. The Hands of Lyr, AvoNova, 1994.
2. Mirror of Destiny, AvoNova, 1995.
3. Scent of Magic, Avon Eos, 1998.
4. Wind in the Stone, Avon Eos, 1999.
5. A Taste of Magic, Tor Books, 2006.

### Carolus Rex
Collaborazione con Rosemary Edghill.
1. The Shadow of Albion, Tor Books, 1999.
2. Leopard in Exile, Tor Books, 2001.

### Oak, Yew, Ash & Rowan
Collaborazione con Sasha Miller.
1. To the King a Daughter, Tor Books, 2000.
2. Knight or Knave, Tor Books, 2001.
3. A Crown Disowned, Tor Books, 2002.
4. Dragon Blade, Tor Books, 2005.
5. The Knight of the Red Beard, Tor Books, 2008.

### Romanzi autoconclusivi
Sono elencati sia i romanzi veri e propri (novel) sia i romanzi brevi (novella).
- The Prince Commands, D. Appleton-Century Company, 1934.
- Ralestone Luck, D. Appleton-Century Company, 1938.
- Follow The Drum, Wm. Penn Publishing, 1942.
- Rogue Reynard, Houghton Mifflin, 1947.
- Scarface, Harcourt, Brace & Company, 1948.
- Huon of the Horn, Harcourt, Brace & Company, 1951.
- Star Man's Son 2250 A.D. o Daybreak: 2250 AD, Harcourt, Brace & Company, 1952.
- Murders for Sale, Cloak and Dagger Mystery, Hammond, Hammond & Co., 1954. Composto con Grace Allen Hogarth.
- Yankee Privateer, World Publishing Co., 1955.
- Stand to Horse, Harcourt, Brace & Company, 1956.
- Sea Siege, Harcourt, Brace & Company, 1957.
- Star Gate, Harcourt, Brace & Company, 1958.
- Secret of the Lost Race o Wolfhead, nel volume doppio One Against Herculum / Secret of the Lost Race, Ace Double D-381, Ace Books, 1959.
- Shadow Hawk, Harcourt, Brace & Company, 1960.
- The Sioux Spaceman, nel volume doppio The Sioux Spaceman / And Then the Town Took Off, Ace Double D-437, Ace Books, 1960.
- Star Hunter, nel volume doppio Star Hunter / The Beast Master, Ace Double D-509, Ace Books, 1961.
- Eye of the Monster, nel volume doppio Eye of the Monster / Sea Siege, Ace Double F-147, Ace Books, 1962.
- The X Factor, Harcourt, Brace & Company, 1965.
- Operation Time Search, Harcourt, Brace & Company, 1967.
- L'altra faccia del passato (Operation Time Search), Harcourt, Brace & World, 1967. Trad. Paola Tomaselli, Urania 1137, Arnoldo Mondadori Editore, 7 ottobre 1990.
- Il mondo dei maghi (Wizard's World), If giugno 1967. Trad. Roberta Rambelli in Le terre degli incantesimi, Saturno. Collana di fantascienza 19, Libra Editrice, 1979.
- Dark Piper, Harcourt, Brace & Company, 1968.
- Bertie and May, World Publishing Co., 1969. Composto con Bertha Stemm Norton.
- I giocattoli di Tamisan (Toys of Tamisan), serializzato in due puntate in If aprile e maggio 1969. Trad. Roberta Rambelli in Le terre degli incantesimi, Saturno. Collana di fantascienza 19, Libra Editrice, 1979.
- Long Live Lord Kor!, Worlds of Fantasy 2, autunno 1970.
- Dread Companion, Harcourt Brace Jovanovich, 1970.
- Ice Crown, The Viking Press, 1970.
- Android at Arms, Harcourt Brace Jovanovich, 1971.
- Breed to Come, The Viking Press, 1972.
- Here Abide Monsters, Atheneum, 1973.
- Iron Cage, The Viking Press, 1974.
- Outside, Walker & Co., 1974.
- The White Jade Fox, E. P. Dutton, 1975.
- Merlin's Mirror, DAW Collectors 152, DAW Books, 1975.
- No Night Without Stars, Fawcett Crest, 1975.
- Knave of Dreams, The Viking Press, 1975.
- L'incubo (Nightmare), nella raccolta personale Mondi pericolosi (Perilous Worlds), DAW Collectors 196, DAW Books, 1976. Trad. Maura Arduini, Urania 1165, Arnoldo Mondadori Editore, 3 Novembre 1991.
- Wraiths of Time, Atheneum, 1976.
- Velvet Shadows, Fawcett Crest, 1977.
- The Opal-Eyed Fan, E. P. Dutton, 1977.
- I figli di Yurth (Yurth Burden), DAW Collectors 304, DAW Books, 1978. Trad. Giampaolo Cossato e Sandro Sandrelli, Omicron Fantascienza 6, SIAD Edizioni, giugno 1981.
- Seven Spells to Sunday, Atheneum, 1979. Composto con Phyllis Miller.
- Snow Shadow, Fawcett Crest, 1979.
- Voorloper, Ace Books, 1980.
- Iron Butterflies, Fawcett Crest, 1980.
- Ten Mile Treasure, Archway / Pocket Books, 1981.
- Il potere della luna (Moon Called), Simon & Schuster, 1982. Trad. Matteo Del Colle, Urania Fantasy 1ª serie n. 19, Arnoldo Mondadori Editore, dicembre 1989.
- Caroline, Tor Books, 1983. Composto con Enid Cushing.
- Wheel of Stars, Simon & Schuster, 1983.
- Stand and Deliver, Dell Publishing, 1984.
- House of Shadows, Atheneum, 1984. Composto con Phyllis Miller.
- Ride the Green Dragon, Atheneum, 1985. Composto con Phyllis Miller.
- The Jekyll Legacy, Tor Books, 1990. Composto con Robert Bloch.
- Brother to Shadows, AvoNova, 1993.
- Tiger Burning Bright, AvoNova, 1995. Composto con Marion Zimmer Bradley e Mercedes Lackey.
- The Monster's Legacy, Atheneum, 1996.
- Tre streghe per Scorpio (Three Hands for Scorpio), Tor Books, 2005. Trad. J. Sciubba, Biblioteca di Nova SF* 42, Elara Libri, 2013.

### Raccolte di racconti
- Le terre degli incantesimi (High Sorcery), Ace Books, 1970. Trad. Roberta Rambelli, Saturno. Collana di fantascienza 19, Libra Editrice, 1979. Comprende i due romanzi brevi Il mondo dei maghi e I giocattoli di Tamisan, un racconto inedito del Mondo delle Streghe e due racconti autoconclusivi.
- Garan the Eternal, Fantasy Publishing Company, Inc., 1972; riedito con revisioni in DAW Collectors 45, DAW Books, 1973. Comprende due racconti inediti del Mondo delle Streghe e la saga di Garan, presentata come dittico di racconti solo nella prima edizione e come romanzo fix-up a partire dalla seconda edizione.
- The Many Worlds of Andre Norton, Chilton, 1974; riedito come The Book of Andre Norton, DAW Collectors 165, DAW Books, 1975. Comprende il romanzo breve del Mondo delle Streghe I rospi di Glimmersdale, il romanzo breve autoconclusivo Long Live Lord Kor!, cinque racconti e un saggio, con paratesti di Donald A. Wollheim, Rick Brooks e Helen-Jo Jakusz Hewitt.
- Mondi pericolosi (Perilous Worlds), DAW Collectors 196, DAW Books, 1976. Trad. Maura Arduini, Urania 1165, Arnoldo Mondadori Editore, 3 Novembre 1991. Comprende i due romanzi brevi I giocattoli di Tamisan e L'incubo e due racconti.
- Moon Mirror, Tor Books, 1988. Comprende il romanzo breve Outside, un racconto del Mondo delle Streghe e sette racconti autoconclusivi.
- Wizards' Worlds, Tor Books, 1989. Comprende i due romanzi brevi Il mondo dei maghi e I giocattoli di Tamisan, il racconto dell'universo di Ithkar, quattro racconti autoconclusivi, e sei testi del Mondo delle Streghe, fra cui quattro racconti e i due romanzi brevi I rospi di Glimmersdale e Sand Sister.

### Racconti pubblicati in italiano
- Tutti i gatti sono grigi (All Cats Are Gray,1953), Urania 1442, Mondadori, 1992
- Trappola per topi (Mousetrap, 1954), Urania 1442, Mondadori, 1992
- Per i capelli (By a Hair, 1958), Saturno. Collana di fantascienza 19, Libra, 1979
- La cruna dell'ago (Through the Needle's Eye, 1970), Saturno. Collana di fantascienza 19, Libra, 1979
- Artos, figlio di Mario (Artos, Son of Marius, 1972), I Big Newton 22, Newton & Compton, 1999
- La lunga notte di attesa (The Long Night of Waiting, 1974), Urania Fantasy 63, Mondadori, 1993
- La nave delle nebbie (Ship of Mist, 1976), Urania 1165, Mondadori, 1991
- L'incubo (Nightmare, 1976), Urania 1165, Mondadori, 1991
- Dente di serpente (Serpent's Tooth, 1987), Urania 1442, Mondadori, 1992
- Colei che tace (The Silent One, 1991), La Biblioteca Classica del Romanzo Giallo 84, Garden Editoriale, 1997
- Nove fili d'oro (Nine Threads of Gold, 1992), IperFICTION, Interno Giallo/Mondadori, 1993
- Ciò che trabocca (That Which Overfloweth, 1992), Salani, 1997